# OnePlus 2
OnePlus 2 — смартфон компании OnePlus, представленный 29 июля 2015 года. Является преемником модели OnePlus One. OnePlus позиционирует его на рынке как «Убийца флагманов 2016».

## История
Слухи и утечки о смартфоне начали появляться ещё задолго до официального анонса новинки. OnePlus 2 был представлен 28 июля 2015 года и отличался от своего предшественника измененным дизайном, улучшенными техническими характеристиками, а также материалами корпуса.

## Спецификации

### Аппаратное обеспечение
Одними из отличительных особенностей смартфона является наличие сканера отпечатков пальцев, встроенного в сенсорную кнопку "домой" и порта USB Type-C для зарядки и синхронизации с компьютером. OnePlus 2 имеет экран размером 5,5 дюймов с разрешением FullHD (1920х1080). В качестве процессора выступает обновлённый Qualcomm Snapdragon 810 V2.1 с тактовой частотой 1.8 ГГц, не имеющий проблем с перегревом. Для хранения данных имеется 16 или 64 Гб встроенной памяти, без возможности её расширения картой памяти. Объём оперативной памяти составляет 4 Гб для версии с 64 Гб встроенной памяти и 3 Гб для младшей версии с 16 Гб соответственно. Основная камера (13 Мп) имеет светосильный объектив с максимальной диафрагмой F/2,0, лазерный автофокус с автофокусировкой за 0,2 с, систему оптической стабилизации и поддержку записи 4K-видео. Также предусмотрен режим записи замедленного видео со скоростью 120 к/с при разрешении 1280 х 720. Фронтальная камера имеет разрешение 5 Мп. Объём аккумулятора составляет 3300 мАч. Также смартфон теперь может работать с двумя сим-картами формата nano-sim.

### Программное обеспечение
OnePlus 2 работает на фирменной прошивке OxygenOS 2.0, которая основана на Android 5.1 Lollipop

## Доступные варианты
OnePlus 2 предлагается в двух вариантах: 16 и 64 Гб, но только в чёрной версии, в отличие от предыдущей модели, которая предлагалась также и в белом исполнении. По аналогии с Oneplus One, для нового смартфона  компания предлагает сменные панели: обычная пластиковая, стилизованные под различные сорта дерева или кевлар. Для отдельной покупки представлены крышки из кевлара или бамбука.

## Цена
Цена на модель с 16 Гб встроенной памяти составляет 329$, а с 64 Гб 389$. Цена на сменные задние панели из кевлара или бамбука составляет 27$.

## Доступность
OnePlus 2 поступит в продажу в Европе, США и Индии в середине августа. Официальным поставщиком в Россию является интернет магазин JD. До 17 декабря 2015 OnePlus 2 продавался только по приглашениям.